# 1804 au théâtre
| Années du théâtre : 1801 - 1802 - 1803 - 1804 - 1805 - 1806 - 1807    |
| Décennies du théâtre : 1770 - 1780 - 1790 - 1800 - 1810 - 1820 - 1830 |

## Pièces de théâtre publiées
- Friedrich von Schiller :  Wilhelm Tell

## Décès
- 4 juillet : Jean Rival Jean Rival, dit Aufresne, acteur genevois, né le 17 février 1728.

- 16 décembre : Christian Felix Weiße, pédagogue, dramaturge et écrivain allemand, né le 28 janvier 1726.